# Canadienne
La canadienne  è un termine francese che designa un capo di abbigliamento.
È un giaccone di pelle lungo, stretto in vita da una cintura, collo e fodera in pelo e grandi tasche. Questo capo fu di moda negli anni sessanta originariamente usato dai cacciatori canadesi. Capo prevalentemente maschile, è introdotto anche nella moda femminile e resta comunque un capo essenzialmente sportivo adatto ad un look casual e informale.